# Fihr ibn Malik
 (janvier 2018).
Si vous disposez d'ouvrages ou d'articles de référence ou si vous connaissez des sites web de qualité traitant du thème abordé ici, merci de compléter l'article en donnant les références utiles à sa vérifiabilité et en les liant à la section « Notes et références ».
Fihr ibn Malik (arabe : فِهْر بْن مَالِك, Fihr ibn Mālik), ou simplement Fihr (arabe : فِهْر), est, dans la tradition préislamique puis islamique, le fondateur de la tribu de Quraych dont est issu le prophète Mahomet. 
Sa généalogie complète, selon les sources arabes traditionnelles[réf. nécessaire], était la suivante : Fihr ibn Mālik ibn al-Naḍr ibn Kināna ibn Khuzayma ibn Mudrika ibn Ilyās ibn Muḍar ibn Nizār ibn Ma'add ibn'Adnān. Ainsi, Fihr a appartenu à la tribu de Kinana dont l'origine est attribuée à Adnan, le père semi-légendaire des « Arabes du nord » et descendant d'Ismaël fils d'Abraham. 
Selon ces mêmes sources, Fihr a mené les guerriers de Kinana et Khuzayma dans la défense de la Kaaba (qui était alors un sanctuaire païen majeur à La Mecque), contre les tribus du Yémen. Cependant, le sanctuaire et les privilèges qui y sont associés continuent d'être entre les mains de la tribu yéménite Khuza'a.
Les Quraysh ont obtenu leur nom lorsque Qusayy ibn Kilab, un descendant de sixième génération de Fihr ibn Malik, a rassemblé ses parents (qui vivaient alors dans des groupes nomades dispersés parmi leurs parents Kinana autour de la Mecque) et pris le contrôle de la Kaaba en épousant Houbba, la fille du cheikh des Khuza'a, maître de La Mecque.